# Zomba (Hongarije)
Zomba (Duits: Sumpa) is een plaats (község) en gemeente in het Hongaarse comitaat Tolna, gelegen in het district Bonyhád. Zomba telt 276 inwoners (2015).

## Geschiedenis
De Turkse bezetting heeft het gebied ontvolkt. Na de verdrijving van de Turken werd de nederzetting eigendom van de keizerlijke schatkist. In 1725 werd Zomba hersteld.
Voor de Tweede Wereldoorlog woonden in totaal 2.040 inwoners in het dorp met 229 Hongaarse en 238 Duitstalige gezinnen. Na de oorlog werden 172 gezinnen ontheemd van de Duitse bevolking,
vervangen door de Szeklers (158 gezinnen met 586 personen) en de Hongaren uit Slowakije (44 gezinnen met 138 personen). Er waren 66 Duitse gezinnen (162 personen) in het dorp.